# Jack Emblow
Alexander „Jack“ Emblow (* 27. Juni 1930 in Lincoln/Lincolnshire) ist ein britischer Akkordeonist.

## Leben
Emblow begann im Alter von neun Jahren Klavier zu spielen, wechselte aber schon zwei Jahre später zum Akkordeon. Schon bald danach war er Mitglied in Jack Kitsons Akkordeonband. Fünfzehnjährig trat er mit dem Jazzpianisten Eddie Thompson auf. Ebenfalls in den 1940er Jahren hatte er Auftritte mit Al Podesta & His Accordion Band. 1947 hatte er sein Debüt bei der BBC. Anfang der 1950er Jahre spielte er in verschiedenen kleinen Combos in England. Drei Jahre lang trat er im Londoner Berkeley Hotel mit der Band des Pianisten Ian Stewart.
Ab Mitte der 1950er Jahre arbeitete Emblow als Studiomusiker vorrangig in den Abbey Road Studios. Er wirkte hier als Partner von Musikern und Bands wie Alma Cogan, Elton John, Elaine Paige, Curved Air, Rolf Harris, Michael Holliday, Tom Jones, Grace Jones, Donovan, Peter Sarstedt, Sandie Shaw, Jimmy Shand und Dermot O’Brien,´der von George Martin, Ted Heath, Michel Legrand, Henry Mancini geleiteten Orchester und von Nelson Riddles Band. 1967 spielte er in einer weltweit live übertragenden Aufnahmesession der Beatles von All You Need Is Love in den Abbey Road Studios.
1956 gründete Emblow das Jack Emblow Sextet, das im gleichen Jahr in der Rundfunksendung Music While You Work debütierte und dort bis 1961 auftrat. Insgesamt wirkte das Sextett an über 500 Rundfunkprogrammen mit, darunter Bright and Early, Morning Music, On with the Bands und ab 1959 Sing Something Simple (mit den Cliff Adams' Singers). Mit seinem 1973 gegründeten Quintett The French Connection, mit dem er die Ray Moore Show beim BBC Radio 2 begleitete. Im Fernsehen spielte er Musik zu Sendungen wie Allo Allo, Bergerac, Last Of The Summer Wine und The Singing Detective. Als Mitarbeiter Henry Mancinis wirkte er auch an der Filmmusik zu mehreren Teilen der Pink-Panther-Reihe mit.
Als Jazzakkordeonist trat Emblow u. a. mit Martin Taylor, Stephane Grappelli, Toots Thielemans, Art Van Damme, Don Lusher und  George Chisholm auf. Mit dem Akkordeonisten Tony Compton gründete er 1987 ein Duo, das bis 2015 in Akkordeonclubs und bei Festivals Jazzstandards spielte. An einer Aufführung von Astor Piazollas Libertango durch Les Ballets Jazz De Montreal am Sadler’s Wells in London war er als Akkordeonist und Dirigent des Orchesters beteiligt.
Neben zahlreichen Aufnahmen mit anderen Musikern spielte Emblow mehr als zwanzig eigene Alben – teils unter dem Pseudonym Adriano – auf. Für seine Verdienste um sie britische Musik wurde er 1983 mit dem Gold Badge of Merit der British Academy of Songwriters, Composers and Authors ausgezeichnet. Die National Accordion Organisation wählte ihn 2001 zum Ehrenpräsidenten.